# Нусрат ад-Дин Абу Бакр ибн Мухаммад
Нусрат ад-Дин Абу Бакр ибн Мухаммад (перс. نصرت الدین ابوبکر‎) — правитель Государства Ильдегизидов из одноимённой тюркской династии.

## Правление
Брат атабека  Кызыл-Арслана, захватил власть в ходе междоусобных распрей, которые начались после убийства Кызыл-Арслана.
В 1193 году нанёс поражение двум своим братьям Кутулку Инану и его брату Амирану. Кутлук бежал, но вскоре был убит полководцем Миаджиком, а Амиран бежал за границу.
Из-за междоусобиц государство стало ослабевать, но при этом усилились внешние враги государства. Бежавший в Грузию Ахситан I обратился за помощью к царице Тамаре. Тамара велела быстро собрать войско, через 10 дней войско выступило под предводительством второго мужа Тамары Давида Сослана.
5 июня 1195 года грузинское войско нанесло сокрушительное поражение Ильдегизидам в Шамхорской битве. Абу Бакр отступил к Байлакану, где вновь был разбит, а Гянджа и Шамхор сдались победителям. Брат Абу Бакра Амиран стал правителем этих земель, но вскоре был убит по приказу Абу Бакра.
В ходе дальнейших войны с Грузией были потеряны города Ани (1199 год), Двин (1203 год) и Ардебиль (1210 год), но при этом ранее атабек смог отвоевать Марагу в 1208 году.
В 1210 году грузины осадили столицу государства Тебриз, атабек сумел откупиться и заключить мир; вскоре после этого он умер при невыясненных обстоятельствах. Преемником его стал младший брат Узбек.